# Simpanurgus phyllopodus
Simpanurgus phyllopodus är en biart som först beskrevs av Warncke 1972.  Simpanurgus phyllopodus ingår i släktet Simpanurgus och familjen grävbin. Inga underarter finns listade i Catalogue of Life.